# Wells (Wisconsin)
Wells es un pueblo ubicado en el condado de Monroe en el estado estadounidense de Wisconsin. En el Censo de 2010 tenía una población de 519 habitantes y una densidad poblacional de 5,62 personas por km².

## Geografía
Wells se encuentra ubicado en las coordenadas 43°51′22″N 90°43′51″O / 43.85611, -90.73083. Según la Oficina del Censo de los Estados Unidos, Wells tiene una superficie total de 92.41 km², de la cual 92.41 km² corresponden a tierra firme y (0%) 0 km² es agua.

## Demografía
Según el censo de 2010, había 519 personas residiendo en Wells. La densidad de población era de 5,62 hab./km². De los 519 habitantes, Wells estaba compuesto por el 97.69% blancos, el 0% eran afroamericanos, el 0% eran amerindios, el 0.19% eran asiáticos, el 0% eran isleños del Pacífico, el 1.35% eran de otras razas y el 0.77% pertenecían a dos o más razas. Del total de la población el 2.31% eran hispanos o latinos de cualquier raza.